# Чолаков, Величко
Величко Чолаков (азерб. Veliçko Çolakov, болг. Величко Чолаков; 12 января 1982, Смолян, Болгария — 20 августа 2017, Смолян, Болгария) — азербайджанский и болгарский тяжелоатлет, чемпион Европы 2004 года, серебряный призёр чемпионата мира 2003 года и чемпионата Европы 2006 года, бронзовый призёр летних Олимпийских игр 2004 года в Афинах. Представлял Азербайджан на летних Олимпийских играх 2012 года в Лондоне.

## Биография
Величко Чолаков родился 12 января 1982 года в Смоляне.
В 2003 году на чемпионате мира в Ванкувере завоевал серебряную медаль. В 2004 году стал победителем проходившего в Киеве чемпионата Европы. В этом же году стал бронзовым призёром Олимпийских игр в Афинах. В 2006 году на чемпионате Европы в польском Владыславово занял второе место.
Перед Олимпийскими играми 2008 года в Пекине 11 болгарских тяжелоатлетов, среди которых был и Чолаков, сдали положительные допинг-тесты (на метандиенон), в связи с чем вся  команда Болгарии по тяжёлой атлетике была снята с Игр. Сам Величко Чолаков получил четырёхлетнюю дисквалификацию.
После окончания срока наказания Чолаков сменил гражданство на азербайджанское и планировал выступать на Олимпийских играх 2012 года в Лондоне, но из-за проблем со здоровьем отказался от участия в турнире.
После завершения спортивной карьеры тренировал молодых болгарских атлетов в своём родном городе Смолян.
20 августа 2017 года Величко Чолаков скончался в возрасте 35 лет в Смоляне. Члены семьи Чолакова сообщили, что у атлета были проблемы с сердцем.